# Shaogomphus schmidti
Shaogomphus schmidti är en trollsländeart som först beskrevs av Syoziro Asahina 1956.  Shaogomphus schmidti ingår i släktet Shaogomphus och familjen flodtrollsländor. Inga underarter finns listade i Catalogue of Life.